# Staffordshire Moorlands (circonscription britannique)
Pour le district non métropolitain, voir Staffordshire Moorlands.
Circonscription parlementaire de la Chambre des communes
La circonscription de Staffordshire Moorlands est une circonscription électorale anglaise située dans le Staffordshire représentée à la Chambre des communes du Parlement britannique.

## Géographie
La circonscription comprend :
- La ville de Leek et Biddulph
- Les villages et paroisses civiles de Flash, Hollinsclough, Longnor, Fawfieldhead, Newtown, Hulme End, Warslow, Butterton, Elkstones, Meerbrook, Thorncliffe, Onecote, Alstonefield, Grindon, Waterhouses, Winkhill, Calton, Ilam, Blore, Wetton, Ipstones, Foxt, Kingsley, Kingsley, Consall, Wetley Rocks, Oakamoor, Alton, Caverswall, Hulme, Werrington, Bagnall, Endon, Barnfields, Mow Cop, Harriseahead, Newchapel, Biddulph Moor, Hollins, Rudyard et Horton
- Les lieux Oliver Hill dans le Peak District et de Dilhorne
- Le parc Alton Towers

## Députés
Les Members of Parliament (MPs) de la circonscription sont :
| Législature                           | Années        | Député | Député           | Parti        |
| ------------------------------------- | ------------- | ------ | ---------------- | ------------ |
| Staffordshire Moorlands Issue de Leek |               |        |                  |              |
| 49e                                   | 1983–1987     |        | David Knox       | Conservateur |
| 50e                                   | 1987–1992     |        | David Knox       | Conservateur |
| 51e                                   | 1992–1997     |        | David Knox       | Conservateur |
| 52e                                   | 1997–2001     |        | Charlotte Atkins | Travailliste |
| 53e                                   | 2001–2005     |        | Charlotte Atkins | Travailliste |
| 54e                                   | 2005–2010     |        | Charlotte Atkins | Travailliste |
| 55e                                   | 2010–2015     |        | Karen Bradley    | Conservateur |
| 56e                                   | 2015–2017     |        | Karen Bradley    | Conservateur |
| 57e                                   | 2017–2019     |        | Karen Bradley    | Conservateur |
| 58e                                   | 2019–2024     |        | Karen Bradley    | Conservateur |
| 59e                                   | 2024–en cours |        | Karen Bradley    | Conservateur |

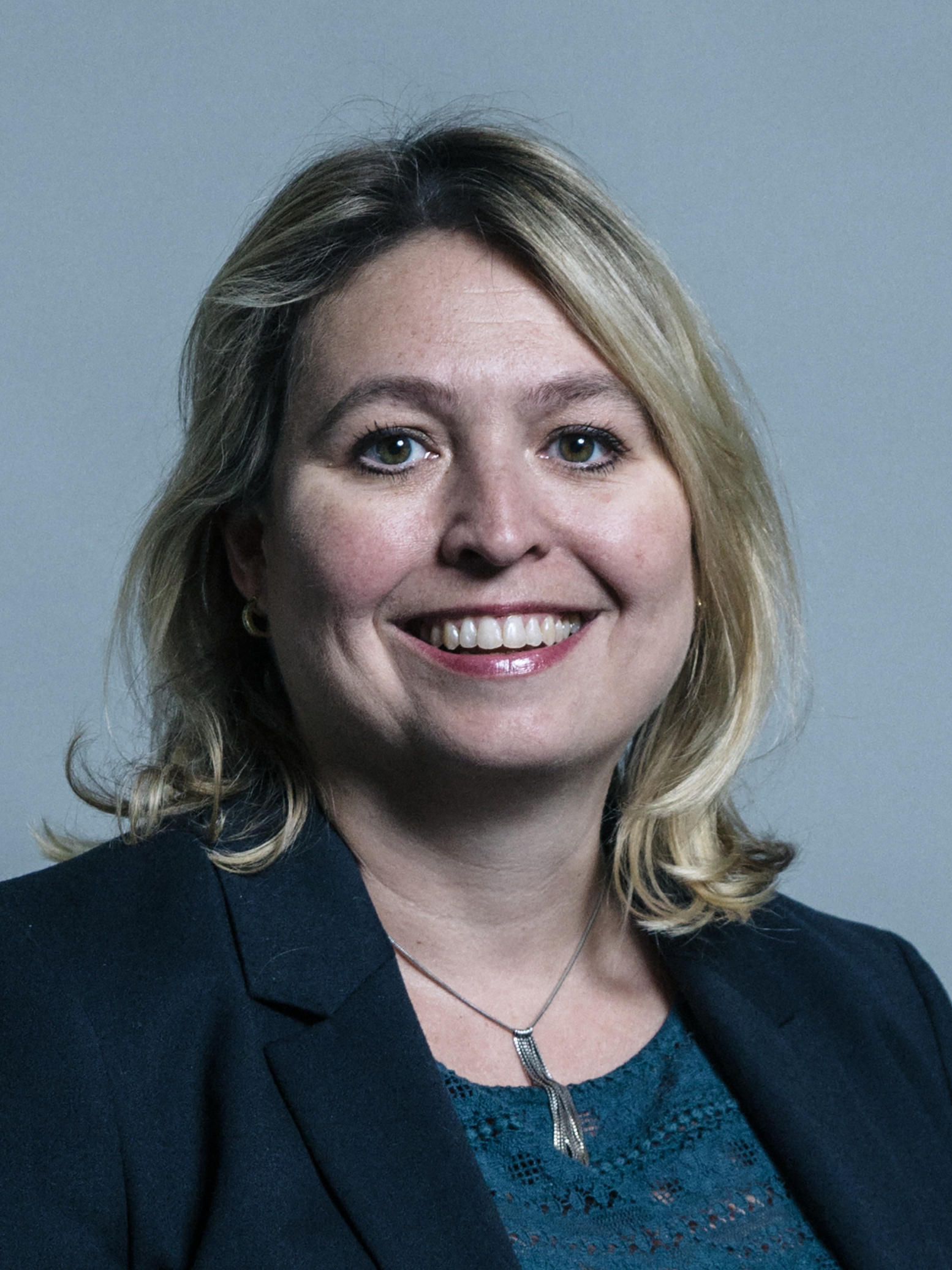
Karen Bradley (2010-en cours)